# Veine ophtalmique
Les veines ophtalmiques sont des veines qui drainent l’œil.
On distingue : 
- la veine ophtalmique supérieure ;
- la veine ophtalmique inférieure.